# Metrotranvia
La metrotranvia (anche metrotram o tranvia veloce) è un mezzo di trasporto pubblico locale su rotaia che presenta caratteristiche intermedie fra una tranvia e una metropolitana.

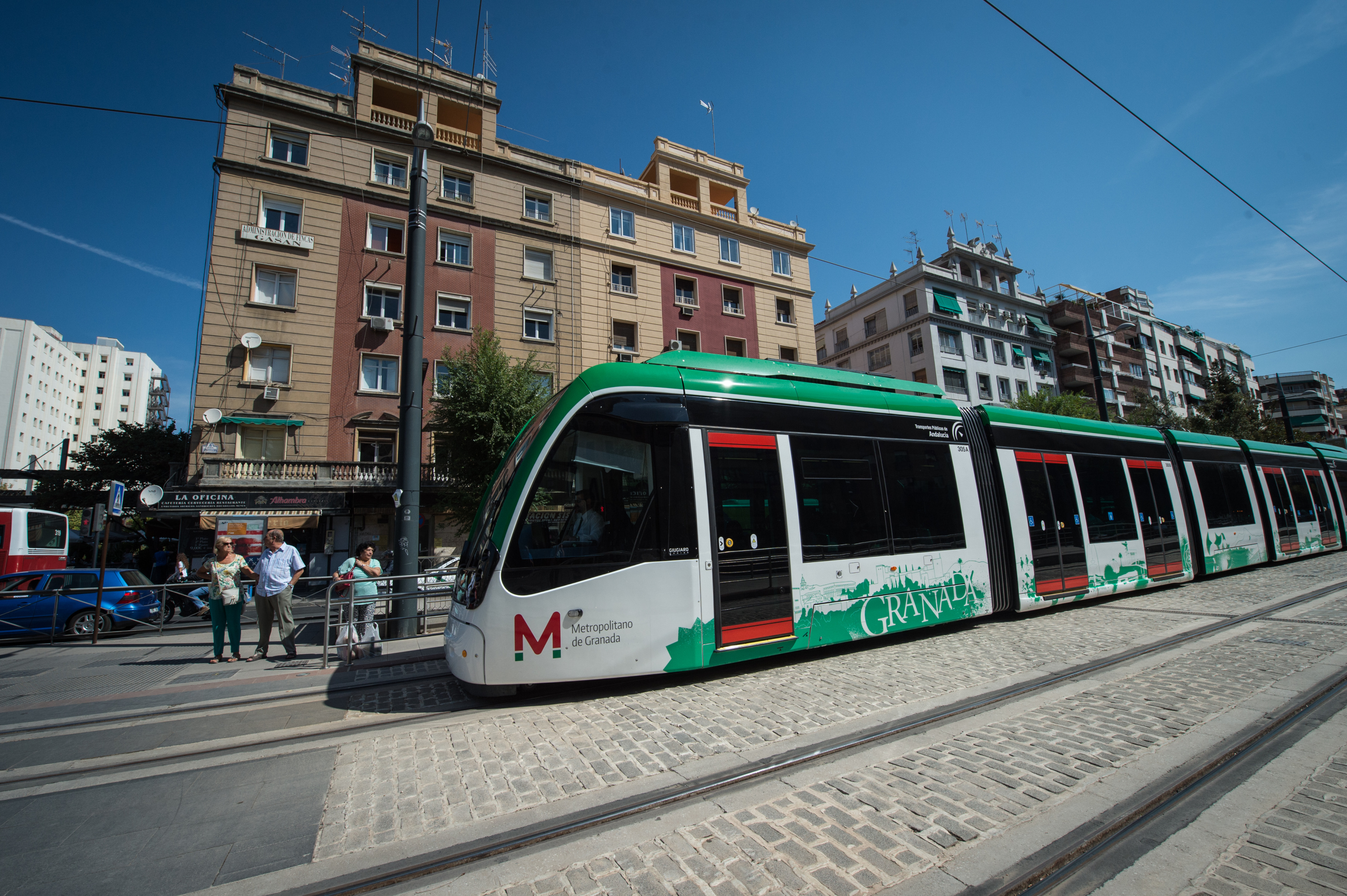
Tranvia di Granada

La metrotranvia offre una velocità commerciale e una portata più elevate rispetto a un tram dal momento che utilizza sistemi atti a evitare le interferenze con il traffico su gomma, con i velocipedi e con i pedoni, a differenza delle tranvie tradizionali sulle quali la circolazione avviene, di massima, promiscua al trasporto su strada.

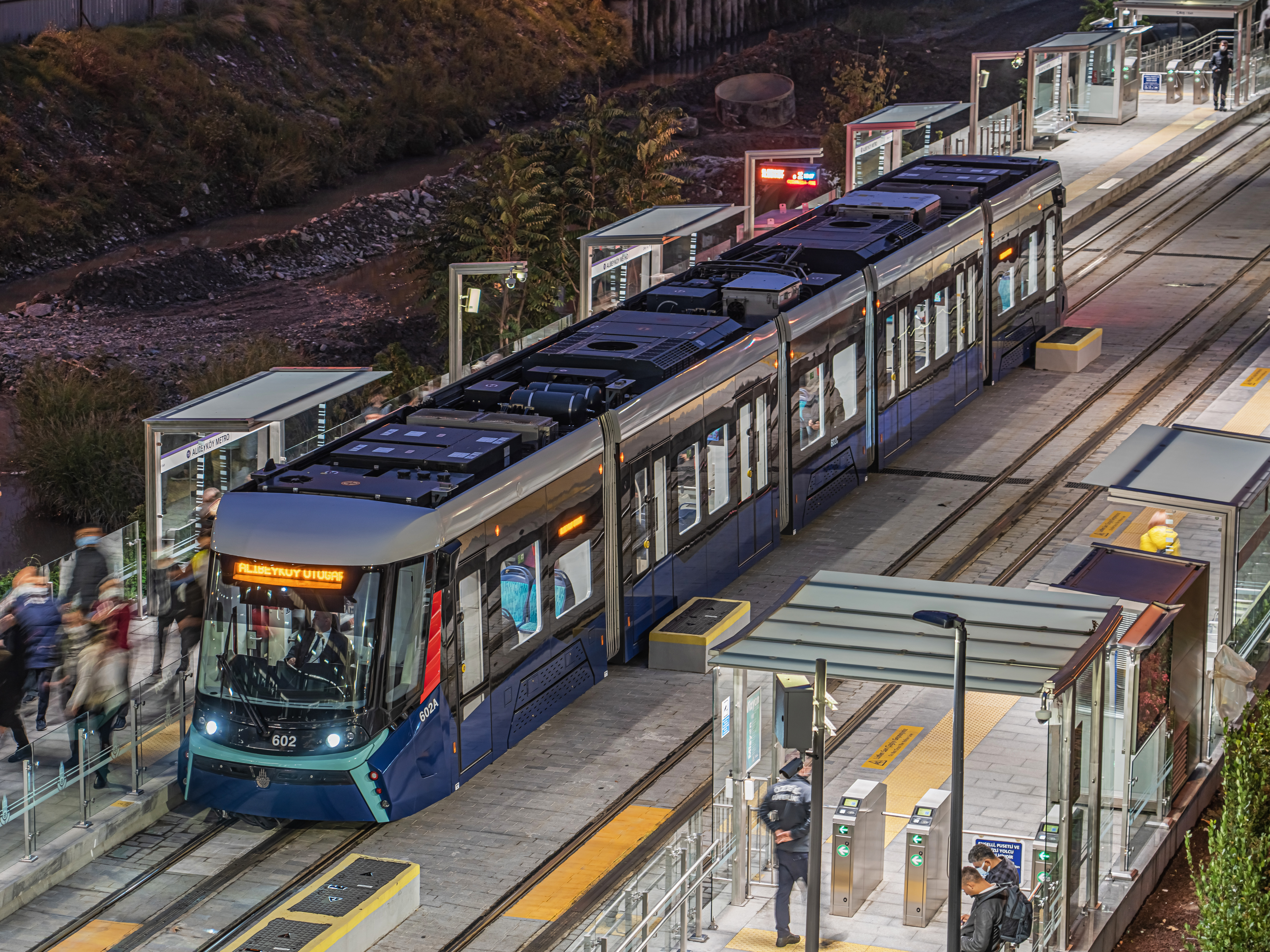
Tranvia di Istanbul

## Caratteristiche
Per consentire una più elevata velocità commerciale vengono attuati opportuni provvedimenti, come l'asservimento semaforico. Possono essere realizzati anche sistemi misti, solo in parte con caratteristiche di metrotranvia.

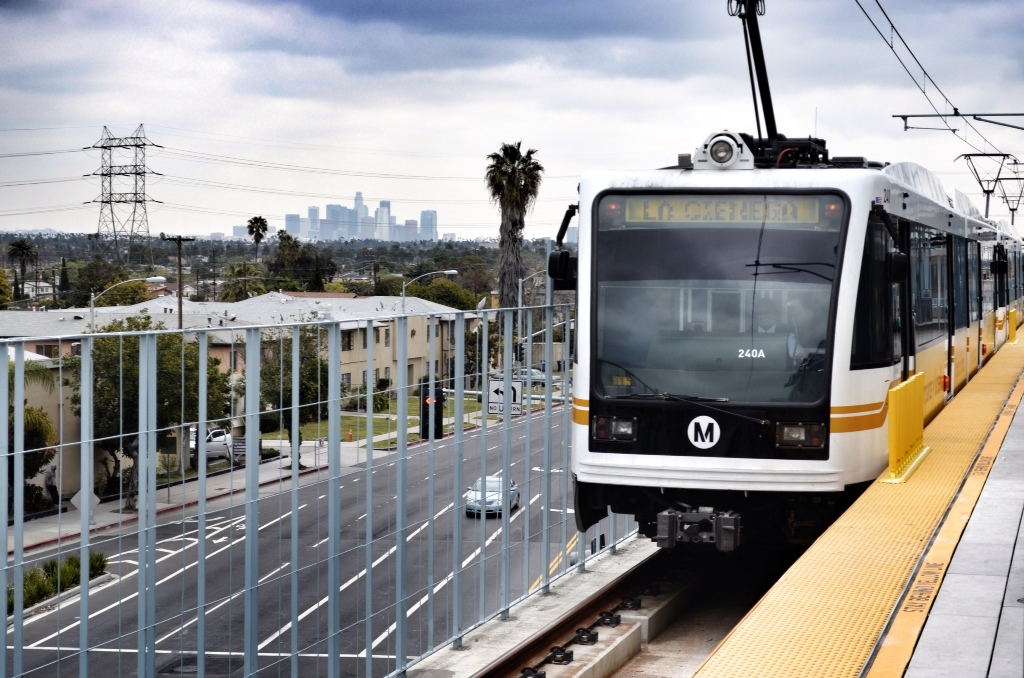
Los Angeles Metro Rail: dagli anni 1990 in poi, la città di Los Angeles ha esteso la propria rete di trasporto su rotaia preferendo la realizzazione di metrotranvie a quella, più onerosa, di metropolitane

I parametri identificativi di massima delle metrotranvie sono definiti dalle norme UNI 8379 e sono i seguenti:
- portata potenziale media: 2700 pax/h dir
- frequenza per direzione: 4 minuti
- capacità convoglio persone: 180
- distanza media stazioni/fermate: 350-500 m
- velocità commerciale: 20/25 km/h[4]
- lunghezza massima rotabile: 60 m

In riferimento alla normativa UNI 8379 che opera la distinzione tra i vari sistemi di trasporto un aggiornamento degli anni 1990 definisce così le metrotranvie:
(UNI 8379)
I rotabili delle metrotranvie possono circolare, in superficie, anche insieme al traffico su gomma, ma si preferisce, ove possibile, una sede tranviaria propria, anche con incroci. In relazione a tali caratteristiche, in Italia i rotabili delle metrotranvie (a differenza di quelli delle metropolitane) devono rispettare le norme del codice della strada, venendo dotati di specchi retrovisori e indicatori di direzione.

## Stadtbahnepre-metro

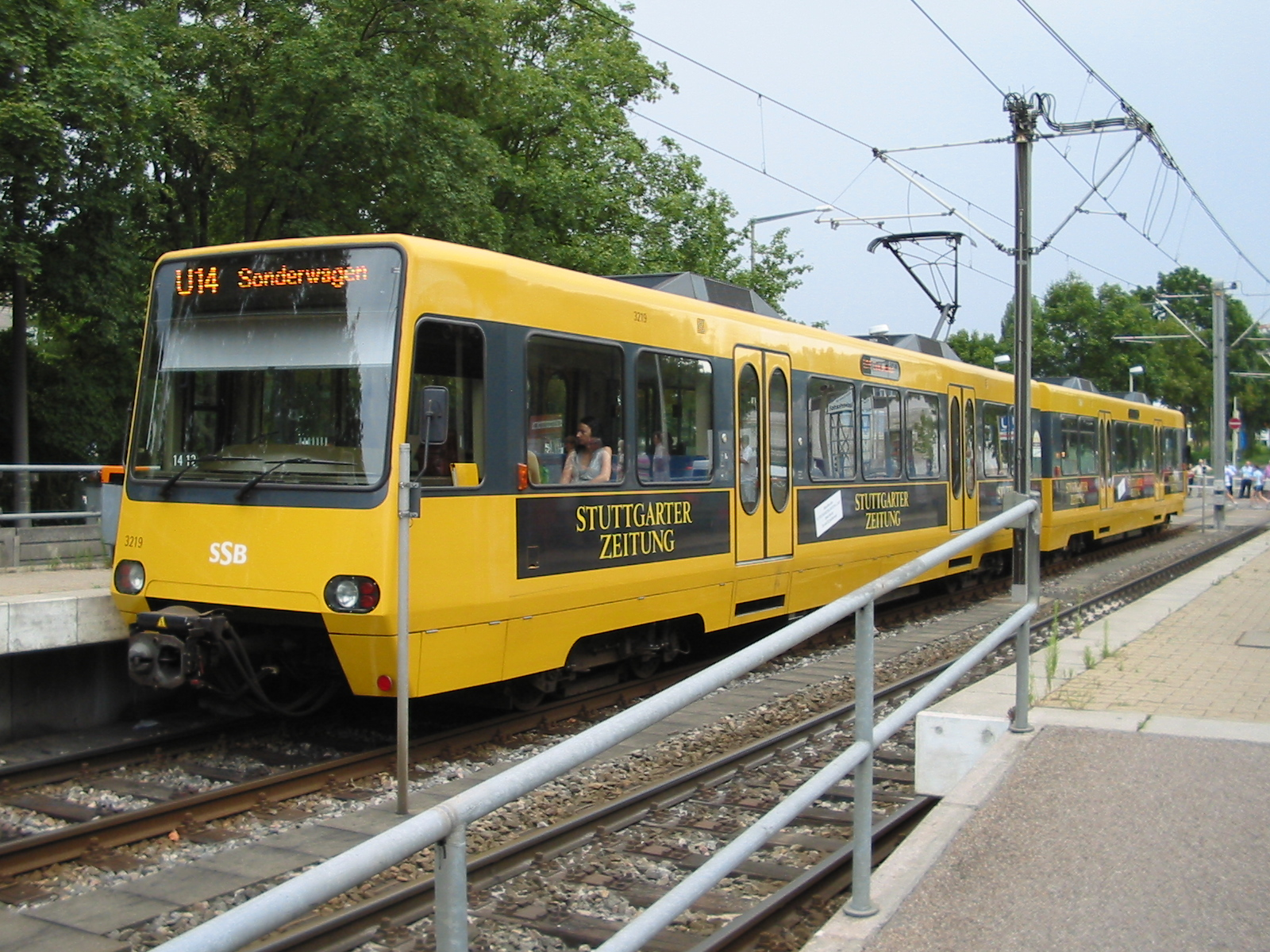
Stadtbahn di Stoccarda

Le Stadtbahn tedesche, pur rimanendo infrastrutture metrotranviarie, sono un tipo ancor più evoluto di tranvia e, per caratteristiche del servizio svolto e capacità di trasporto, si avvicinano a una metropolitana leggera.
Sono considerabili metrotranvie anche i sistemi cosiddetti pre-metro, ovvero le reti tranviarie i cui tratti nelle zone centrali delle città sono stati interrati rendendoli simili a metropolitane. Benché primi tentativi in tal senso risalgano già al finire del XIX secolo negli Stati Uniti, i pre-metro hanno ricevuto maggior fortuna (oltre che l'attuale denominazione, francese) in Belgio, ove a partire dagli anni 1970 sono sorti a Bruxelles, ad Anversa e a Charleroi, per poi avere una certa diffusione anche altrove.
L'attuale moltiplicazione dei sistemi di trasporto a via guidata e a via vincolata rende ancor più difficile una netta distinzione dei termini identificativi.

## Metrotranvie in Italia
Nonostante i suoi indubbi vantaggi, questa tipologia di infrastruttura non è molto diffusa in Italia, anche se alcune linee o sezioni delle reti tranviarie di Torino, Milano, Roma e Napoli corrono in sede riservata. La rete tranviaria di Firenze ha invece la caratteristica di correre interamente in sede riservata, ed è quindi un'evoluzione della tranvia verso la metrotranvia.

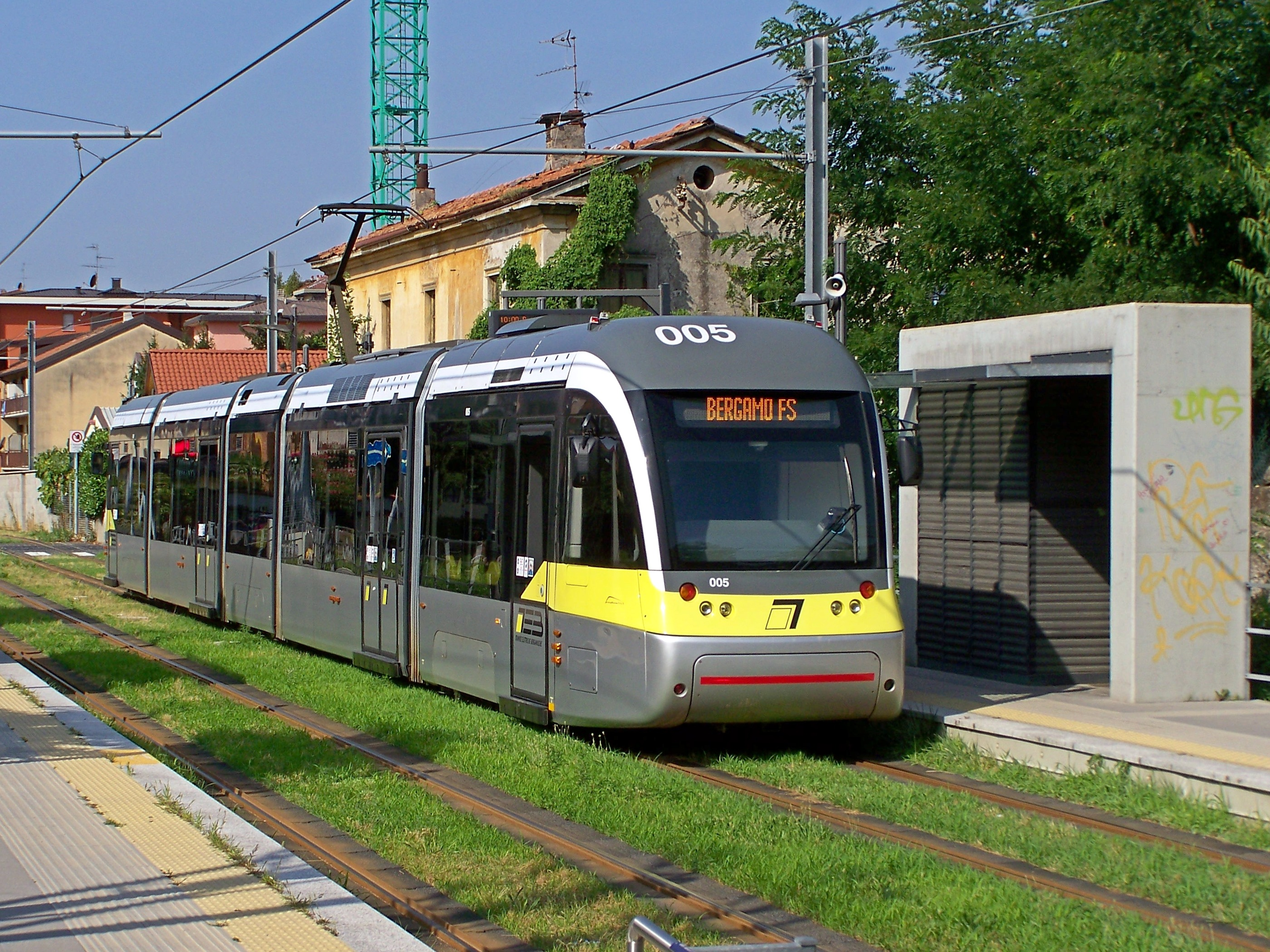
Tranvia Bergamo-Albino

Possono definirsi metrotranvie, nella loro interezza, le seguenti linee (elencate in ordine di attivazione e affiancate dalle ferrovie o tramvie da cui derivano, in tutto o in parte):
- Tranvia di Cagliari (ricavata dalla ferrovia Cagliari-Isili);
- Tranvia Bergamo-Albino (ricavata dalla ferrovia della Valle Seriana).[7]

È attualmente in corso la costruzione di:
- Tranvia Bergamo-Villa d'Almè (ricavata dalla ferrovia della Valle Brembana);
- Tranvia Milano-Seregno (ricavata dalla tranvia Milano-Carate/Giussano).

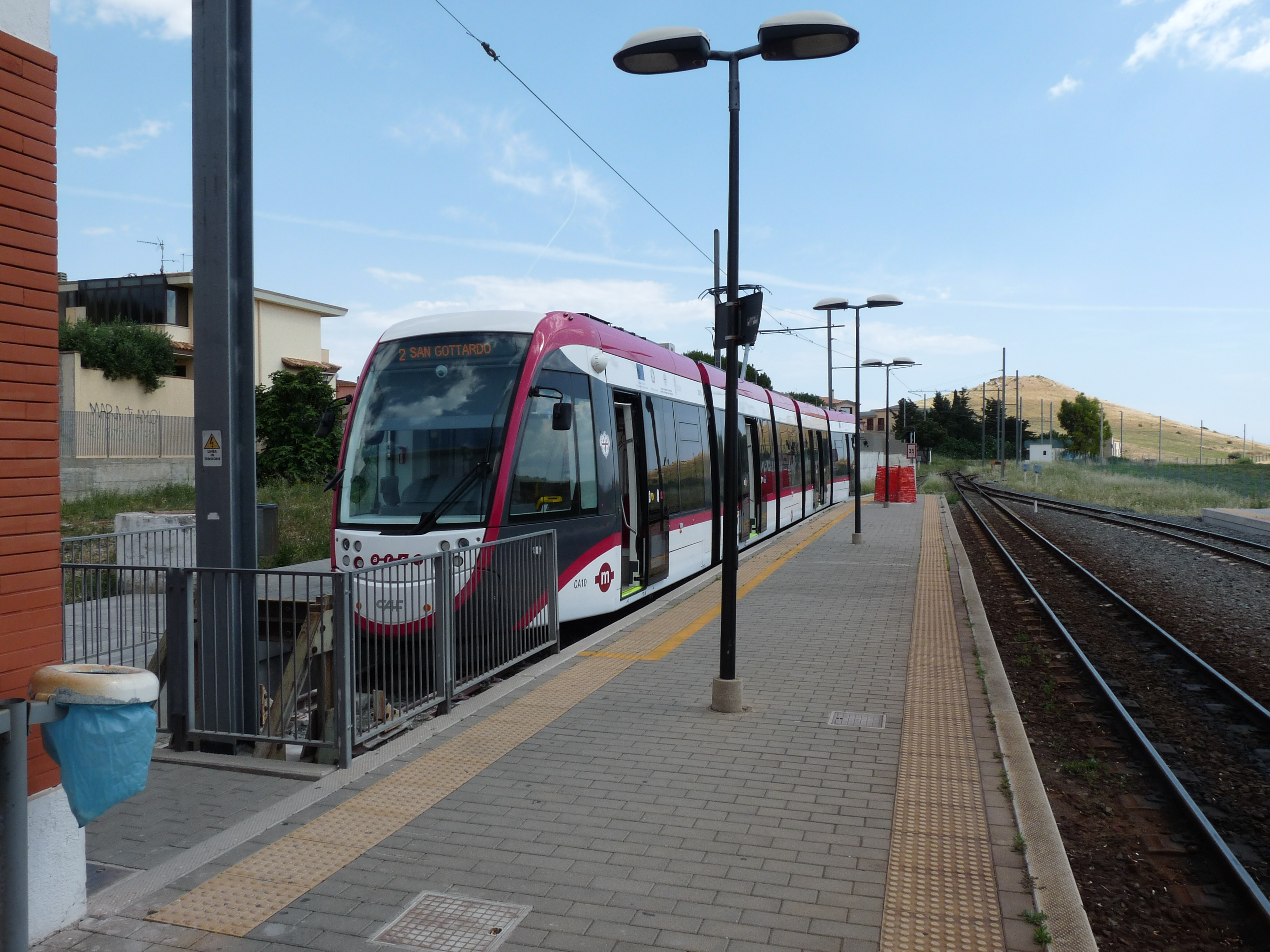
Tranvia di Cagliari

È stato proposto di adattare in metrotranvie:
- Tranvia Milano-Limbiate;
- Ferrovia Roma-Giardinetti.

Se si considera il tram-treno come un tipo particolare di metrotranvia, si dovrebbero annoverare anche:
- Tranvia di Sassari (affiancata alla ferrovia Sassari-Sorso);
- Tram-treno Gragnano-Torre Annunziata (proposto sull'omonima ferrovia).